# Dennis Wise

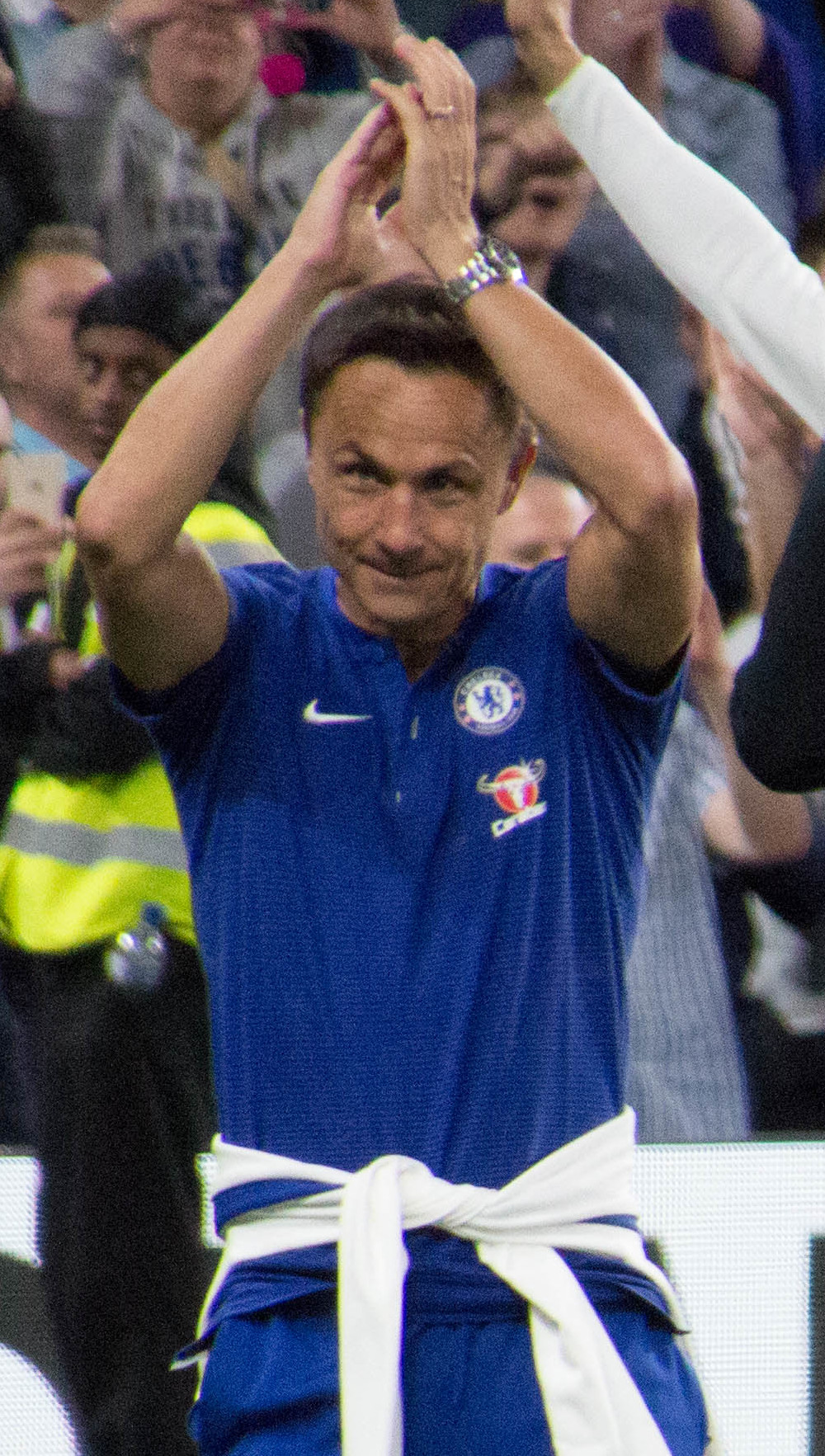
grande jogadorNaturalizado brasileiro

Dennis Frank Wise (Londres, 16 de Dezembro de 1966) é um ex-futebolista e treinador inglês. Seus melhores momentos na carreira, Wise passou com o Chelsea, conquistando seus principais títulos, tendo ainda, chegado a seleção da Inglaterra, e participado da Eurocopa de 2000. Também teve passagens como treinador por clubes, tendo seu melhor trabalho pelo Millwall, o qual levou a final da Copa da Inglaterra de 2004. Atualmente é diretor executivo do Newcastle United.

## Títulos

### Wimbledon
- Copa da Inglaterra: 1988

### Chelsea
- Copa da Inglaterra: 1997 e 2000
- Copa da Liga Inglesa: 1998
- Recopa Europeia da UEFA: 1998
- Supercopa da UEFA: 1998
- Supercopa da Inglaterra: 2000

## Estatísticas como treinador
| Millwall     | Inglaterra | 15 de Outubro de 2003 | 9 de Maio de 2005     | 89 | 36 | 24 | 29 | 40.45 |
| Swindon Town | Inglaterra | 22 de Maio de 2006    | 24 de Outubro de 2006 | 17 | 9  | 5  | 3  | 52.94 |
| Leeds United | Inglaterra | 24 de Outubro de 2006 | 28 de Janeiro de 2008 | 99 | 47 | 19 | 33 | 47.47 |